# Filippa Angeldahl
Ingrid Filippa Angeldahl, född 14 juli 1997 i Uppsala, är en svensk fotbollsspelare (mittfältare) som spelar för Real Madrid.

## Klubbkarriär
Angeldahls moderklubb är Vaksala SK. Hon har tidigare även spelat för Sirius.
I januari 2016 värvades Angeldahl av Hammarby IF. Under sin första säsong hjälpte hon klubben att bli uppflyttad till Damallsvenskan. Inför säsongen 2017 förlängde Angeldal sitt kontrakt med ett år. På Fotbollsgalan 2017 blev hon utsedd till den "Mest värdefulla spelaren i Damallsvenskan". Angeldahl var även nominerad till "Årets genombrott", ett pris som dock gick till Tove Almqvist.
I december 2017 värvades Angeldahl av Linköpings FC. Hon gjorde tävlingsdebut och sitt första mål för klubben den 10 februari 2018 i en 3–0-vinst över Limhamn Bunkeflo.
Den 6 november 2019 värvades Angeldahl av Kopparbergs/Göteborg FC (senare BK Häcken), där hon skrev på ett tvåårskontrakt. Den 2 september 2021 värvades Angeldal av engelska Manchester City, där hon skrev på ett tvåårskontrakt med option på ytterligare ett år. I juni 2023 utnyttjade Manchester City optionen och kontraktet förlängdes fram till sommaren 2024.
Den 1 juli 2024 värvades Angeldahl av spanska Real Madrid.

## Landslagskarriär
Angeldahl var en del av den trupp som blev uttagen för att representera Sverige i U19-EM som ägde rum i Israel under juli 2015. Hon gjorde mål på straff i den andra gruppspelsmatchen mot Danmark. Angeldal blev också målskytt i finalen där Spanien besegrades med 3–1.
Den 13 februari 2018 blev Angeldahl för första gången uttagen i Sveriges A-landslag inför matcherna i Algarve Cup. Angeldahl debuterade för A-landslaget den 2 mars 2018 i en 1–1-match mot Sydkorea, där hon blev inbytt i den 60:e minuten. Den 5 mars 2018 spelade hon sin första match från start samt gjorde sitt första mål i en 3–0-vinst över Ryssland.
Hon är även F17-världsmästare i bandy 2013. I finalen som Sverige vann mot Finland med 8–0, svarade Angeldahl för det första målet.

## Privat
Angeldahl är sedan juni 2022 förlovad med fotbollsagenten Megan Brakes.